# The Gunfight at Dodge City
The Gunfight at Dodge City (bra Vésperas da Morte) é um filme estadunidense de 1959, do gênero western, dirigido por Joseph M. Newman para a The Mirisch Company e estrelado por Joel McCrea no papel do lendário Bat Masterson.

## Elenco
- Joel McCrea .... Bat Masterson
- Julie Adams .... Pauline Howard
- John McIntire .... Doc Sam Tremaine
- Nancy Gates .... Lily
- Richard Anderson .... Dave Rudabaugh
- James Westerfield ....  rev. Howard
- Walter Coy .... Ben Townsend
- Don Haggerty .... xerife Jim Regan de Dodge City (Kansas)
- Wright King .... Billy Townsend
- Harry Lauter .... xerife Ed Masterson

## Sinopse
Na década de 1870, Bat Masterson volta de uma caçada de búfalos e tenta vender as peles em Hays City (Kansas), quando se envolve num tiroteio com um sargento ciumento. Temendo novos enfrentamentos com militares, ele parte da cidade e vai até Dodge City, onde seu irmão é xerife e disputa a eleição para delegado federal do Condado de Ford contra o pistoleiro Jim Regan. Ele fica sócio da viúva Lily, dona do saloon, o que irrita Regan. Enquanto isso, outro pistoleiro, o psicopata Dave Rudabaugh.